# Hugues le Grand
.
Hugues le Grand (898-16 tháng 6 năm 956) đã là một vị công tước người Frank và là một bá tước của Paris, cha của Hugues là vua Robert I của Pháp và bác của Hugues là vua Eudes I. Hugues chào đời tại Paris, lle-de-France, ở nước Pháp. Người con trai trưởng của Hugues là Hugues Capet đã lên ngôi vua nước Pháp vào năm 987. Dòng tộc của Hugues được biết tới như Robertians. 